# Curcuma bhatii
Curcuma bhatii är en enhjärtbladig växtart som först beskrevs av Rosemary Margaret Smith, och fick sitt nu gällande namn av Škornick. och M.Sabu. Curcuma bhatii ingår i släktet Curcuma och familjen Zingiberaceae. Inga underarter finns listade i Catalogue of Life.